# ラブ・オブ・ザ・ゲーム
『ラブ・オブ・ザ・ゲーム』（原題：For Love of the Game）は、1999年製作のアメリカ映画。マイケル・シャーラの同名小説をサム・ライミ監督が映画化。

## ストーリー
デトロイト・タイガースに在籍20年のベテラン投手、ビリー・チャペルはもう40歳。もはや衰えから肩と肘に慢性的な痛みを抱えるようになっていた彼は優勝に王手をかけたニューヨーク・ヤンキースを相手にヤンキー・スタジアムでの先発登板が決まっていた。

その前日、彼は常宿としているマンハッタンの高級ホテルの一室で、交際5年ながら最近疎遠になっている恋人・ジェーンの来訪を待っていたが、結局彼女は現れなかった。

そして登板日の朝、ビリーはタイガースのオーナーであるウィラーからチーム売却の決定と新経営陣がビリーをサンフランシスコ・ジャイアンツに放出する意向であることを知らされ、引退を勧められる。

さらにジェーンもビリーを訪ねて現れたが、彼女から告げられたのはロンドンに移ることになったという報告とお別れの言葉だった。
様々な思いを胸にビリーは敵地でのヤンキース戦に先発。一方のジェーンはロンドンに旅立つためにジョン・F・ケネディ空港に赴いたものの、機材の緊急メンテナンスで出発が遅れることになり空港内のパブへ。そこではビリーの登板する試合の中継が始まっていた。
スタジアムの観客席全体を敵に回すような状況でマウンドに上がり、ヤンキース相手に投げるビリーの脳裏には、これまでの数々の思いがよみがえってきていた‥。
偶然の出来事がきっかけだったジェーンとの出逢い、スター選手であるビリーへの誤解から生じたジェーンとの確執。そして彼女の実娘であるヘザーとの対面から深まったジェーンとの親愛。長年苦楽を共にしたチームメイトとの別離、そして敵となった彼との対戦。かつて信じられないようなミスを犯してしまったチームメイトが見せてくれた、ビリーを救うファインプレー。
やがて右掌に残る古傷の痛みからビリーは、自身の選手生命最大の危機を思い起こす。

そして引退への恐怖から引き起こしてしまったジェーンとの決定的な対立とそれに対する後悔、疎遠になった寂しさとともに･･。
そんな数々の思いを巡らせながら、ビリーは自身の進退を賭けて投げ続け、ヤンキースを終盤まで完璧に抑えていた。
打線もそんなビリーの奮闘に応え、打撃不振ながらビリーの強い要望でマスクを被っていた女房役・ガスの一打をきっかけに、ついにヤンキースから先制点を奪った。
それをテレビの前で見守り、ついには搭乗を止めてしまったジェーン。
そして彼らと関わった多くの仲間たちが様々な場所で、ビリーの投球を見守っていた。
やがてビリーは大きな決断を下してボールにしたためた。「For Love of the Game（だって野球が好きだから）」という一言を加えて･･。
そして8回、マウンドに上がってふとスコアボードに目をやったビリーは、初めて自分が完全試合を達成する寸前まできていることに気づいた。しかし古傷を抱えるビリーの右腕はもう限界に来ていた。

「もう投げる球がない…」大記録達成間近という現実に恐れおののき、この日初めて弱気を見せたビリーに、ガスが力強く声を掛ける。「とにかく投げろ。俺たちが全力で守ってやる」と…。

## キャスト
| 役名                                                          | 俳優                         | 日本語吹き替え | 日本語吹き替え     | 日本語吹き替え |
| 役名                                                          | 俳優                         | ソフト版       | テレビ朝日版       |                |
| ------------------------------------------------------------- | ---------------------------- | -------------- | ------------------ | -------------- |
| ビリー・チャペル （デトロイト・タイガース投手）               | ケビン・コスナー             | 大塚芳忠       | 津嘉山正種         |                |
| ジェーン・オーブリー （フリー編集者、ビリーの恋人）           | ケリー・プレストン           | 勝生真沙子     | 佐々木優子         |                |
| ガス・シンスキー （デトロイト・タイガース捕手、ビリーの親友） | ジョン・C・ライリー          | 田中正彦       | 喜多川拓郎         |                |
| ヘザー・オーブリー （ジェーンの実娘）                         | ジェナ・マローン             | 深水由美       | かないみか         |                |
| ゲイリー・ウィラー （デトロイト・タイガースオーナー）         | ブライアン・コックス         | 長克巳         | セリフシーンカット |                |
| フランク・ペリー                                              | J・K・シモンズ               | 宝亀克寿       | 納谷六朗           |                |
| ケン・ストラウト                                              | カーマイン・ジョヴィナッツォ | 室園丈裕       | 筒井巧             |                |
| デイヴィス・バーチ                                            | ビル・E・ロジャース          | 後藤哲夫       | セリフシーンカット |                |

- テレビ朝日版 - 2003年6月29日『日曜洋画劇場』（約103分）約25分間のカット

## スタッフ
- 監督：サム・ライミ
- 衣装：ジュディアナ・マコフスキー
- 美術：ニール・スピサック
- 字幕：太田直子

## 評価
レビュー・アグリゲーターのRotten Tomatoesでは94件のレビューで支持率は46%、平均点は6.10/10となった。Metacriticでは31件のレビューを基に加重平均値が43/100となった。